# Pedicularis pushpangadanii
Pedicularis pushpangadanii är en snyltrotsväxtart som beskrevs av T.Husain och Arti Garg. Pedicularis pushpangadanii ingår i släktet spiror, och familjen snyltrotsväxter. Inga underarter finns listade i Catalogue of Life.